# ایستگاه راه‌آهن بندرعباس
ایستگاه راه‌آهن بندرعباس یک ایستگاه راه‌آهن در شهر بندرعباس، ایران است.
این ایستگاه همزمان با افتتاح خط راه‌آهن بافق-بندرعباس در تاریخ ۲۶ اسفند ۱۳۷۳ توسط اکبر هاشمی رفسنجانی رئیس‌جمهور سابق ایران به بهره‌برداری رسید.